# 亂馬½角色列表
以下列出日本動漫亂馬½的所有登場角色。

## 主要角色

### 早乙女家
早乙女亂馬（台譯：姬亂馬（早期））
日本配音員：山口勝平（男）、林原惠（女）
香港配音員：郭志權（男）、雷碧娜（女）【安樂電影】／郭立文（男）、黃玉娟（女）【亞洲電視】
台灣配音員：姜瑰瑾（男）、李宛鳳（女）【衛視中文】／劉傑（男）、馮美麗（女）【緯來綜合】
本故事的男主角，16歲，風林館高中一年級學生，無差別格鬥早乙女流第二代繼承人，具有一流的格鬥技巧。
從小就由父親（玄馬）帶著他不斷地進行武術的修行（或流浪）之旅。
當年亂馬的母親佳香反對玄馬將年幼的亂馬帶走，於是玄馬向妻子發誓要把亂馬訓練成男人中的男人，否則父子倆將切腹謝罪。兩人踏上旅途後多年不曾回家。
在中國修行時，不慎掉入咒泉鄉的「娘溺泉」，從此變成「遇到冷水會變成女生，遇到熱水則回復成男生」的體質。
變成女性時，身材變得瘦弱，身高也變矮，女性特徵也變得特別突出，同時也是因為練武術的原因，變成女性後身材非常好。例如:『胸部增長到87F、腰變得特別細』 。在動畫版中，變成女生後頭髮會變成紅色。
由於亂馬成為忽男忽女的體質，玄馬不敢面對妻子，故亂馬從中國修行回日本後，被玄馬以履行婚約為由，帶到天道道場寄居。
因父母之命，與天道家的么女小茜訂下婚約，兩人隨著時間互生好感，然而兩人對感情彆扭、不夠坦白，總是處在傲嬌鬥嘴狀態中。亂馬更是愛批評小茜「不可愛」、「沒女人味」、「水桶腰」，惹小茜生氣。雖然嘴上嫌棄小茜遲鈍笨手笨腳，然而當小茜遇到危險時，亂馬總是奮不顧身的保護她。
比起小茜，亂馬更不善處理男女關係、和面對自己的感情。小茜雖然也很害羞，但在心智狀態上比亂馬成熟一些。
亂馬的愛慕者眾多，也有不少人以其未婚妻自居。然而亂馬唯一承認並當眾宣示主權的未婚妻只有小茜。
好勝心強，不願認輸，只要和「格鬥」扯上關係的競賽，即使不擇手段也要取得勝利。當中的格鬥包括各種比武及比賽，但也有非武術、競技格鬥，曾經跟對手比鬥快吃法國晚餐、樸克牌，甚至曾跟小茜比試烹飪。
對於自身的變異體質，漫畫初期感到十分困擾，排拒穿著女裝，雖然極度想要擺脫怪異體質，但後來似乎也適應了，常常為了達到目的利用變身體質以女裝現身，欺騙他人。
有些自戀，對於眾女的糾纏萬分困擾，卻也暗自感到虛榮，所以常會被小茜一拳揍飛或是對他生氣。
動畫版設定上好吃甜食，常常以女生模樣和小茜一起到甜品店吃聖代。
亂馬幾乎運動全能，武術學習能力很強，變成女孩之後烹飪技術也很了得，唯獨對溜冰不拿手，功課方面慘不忍睹，不善畫畫，書法更是不能見人。另外賭術奇差無比，堪稱只有小學生程度。
有嚴重的懼貓症。當年為了讓亂馬學習貓拳，父親在六歲的亂馬全身綑綁貓咪愛吃的食物，丟進飢餓的貓群中。飽受驚嚇的亂馬從此懼貓，當恐懼到達頂點，身心就會變成凶暴的貓形，甚至能夠徒手擊敗老虎與鯊魚。貓拳狀態的亂馬會失去理智，將近身的人皆視為敵人攻擊。只有一位已故的鄰家老婆婆和小茜能安撫他，情緒穩定後喜歡窩在小茜的膝上瞇眼呼嚕嚕地撒嬌。
武術方面，習武並不侷限於無差別格鬥流，有的是習自武功秘笈(如：貓拳)，有的是玄馬自創招式(如：海千拳)，有的是改良他人的招式(如：猛虎高飛車)。然而亂馬最常使用的格鬥技是由女傑族姥姥可崘所傳授的：火中天津甘栗拳、飛龍升天破。其中又以「飛龍升天破」為亂馬的必殺技，多次用於數場重大決戰，並發展出各種變化式應敵(如：飛龍降臨彈、飛龍冰突破、飛龍仰天破)。
變成女性時，氣力變弱、手腳變短，雖然速度變快，但整體戰鬥能力還是會下降。雖仍有相當實力，可打敗一般性的對手，但對付一些強敵時明顯不利。
在中國修行時喝了「龍之鬚」煮的粥，導致如果不用龍之鬚綁辮子的話，頭髮會無限制地增長。雖然龍之鬚最後在原著中失去效果了（龍之鬚的有效期限是四千年），但是之後仍然不變地保持綁辮子的髮型（因為頭髮無限制變長不超過一星期，所以不會長不出頭髮的）。
因為自身體質不敢與母親相認，在母親面前總是以女生狀態現身，自稱是小茜的表妹「亂子」。漫畫後期終於與母親相認，在母親的要求下與父親搬回家住。因為與小茜分隔兩地而意志消沉。後來早乙女家在一場烏龍戒指爭奪戰中被破壞，於是又回到天道家住。
在最後小茜瀕死之際之下告白，喚醒了小茜，不久後兩人舉辦了婚禮，雖然被破壞，但兩人已是心心相印。
在動畫版中，男生狀態寫成、女生狀態就寫成。
早乙女玄馬（台譯：姬玄毛（早期））
日本配音員：緒方賢一（1989年版） → 長（2024年版）
香港配音員：馮永和【安樂電影】／陸頌愚【亞洲電視】
台灣配音員：孫中台【衛視中文】／陳幼文【緯來綜合】
亂馬的父親，無差別格鬥早乙女流第一代掌門人，年輕時與天道早雲一起接受八寶齋的訓練，是個有天份的格鬥家，曾自創出兩大極惡禁招「山千拳」和「海千拳」，不過最常用的還是「猛虎落地勢」（猛然跳到敵人面前，跪下求饒）。喜歡鑽漏洞跟耍詐，為人愛貪小便宜，而且很渴望有朝一日能再長出頭髮。
與亂馬到中國青海省咒泉鄉時落入「熊貓溺泉」，遇冷水變熊貓，遇到熱水就會變回來，當變成熊貓時會因為無法說話，而拿出事先寫好字的板子與他人溝通， 雖然前期很想擺脫會變成熊貓的體質，但後期幾乎也習慣了，每此遇到不想面對的場面時更會變身成熊貓逃避。
在年輕時期和早雲因為常惹出蠢事的緣故，所以導致亂馬和小茜在日常生活中要經常要被迫負責處理玄馬和早雲在過去留下的爛攤子。
認真起來的話，戰鬥能力高於亂馬，但因為懦弱懶惰的關係，實際對戰起來常不如亂馬，在多次的危機中也幾乎完全沒有發揮任何用處，甚至反遭對手收服成為亂馬的阻礙。
早乙女佳香
日本配音員：池田昌子
台灣配音員：呂佩玉【衛視中文】／馬君珮【緯來綜合】
亂馬的母親，是個溫柔的美人，在漫畫中期登場，總是帶著一把武士刀，是因以前與玄馬立下了「若沒有把亂馬栽培成男子漢」就要父子切腹自殺的誓言，所以亂馬和玄馬一直不敢與她相認，直到漫畫後期才相認。
除了對兒子和誓言的事會顯得激動以外，其它時候都是一位像小霞一樣溫柔賢淑的阿姨，知道小茜是亂馬的未婚妻以後也很支持她，鼓勵她，教她做菜。
亂馬女性狀態和佳香長得幾乎一模一樣，這部分延伸出一個問題，例如說，如果良牙掉進娘溺泉，應該會變身成一位長相像良牙媽媽而不是像佳香的女孩。但故事後期出現了小茜溺泉，跌入的人外貌會變成小茜，而原始的娘溺泉，跌進去的人都是變成女性，只轉換了性別，並不會變成某個特定外貌的女生，作者對於小茜溺泉和娘溺泉的性質差異沒有額外做出解釋，只有從鳳凰山的紀瑪口中約略得知小茜跌入的泉水是新開發的泉水。
對玄馬的關心遠不如對兒子亂馬的關心。
獨自守著和天道家位於同一城市的木造二層樓房（玄馬一家的老家），在起居室掛上寫著「切腹」二字的掛軸，顯示她對玄馬父子的承諾之重視。和亂馬及玄馬相認後，要求兩人回老家住，但後來因為老家被破壞又寄居於天道家 (動畫版則是還未相認而離開天道家)。
漫畫第28卷亂馬與公紋龍決戰前夕，佳香和公紋龍對話，深刻表達出武術家妻子的心聲以及她對武道的理解。

### 天道家
天道茜（台譯：錢小茜（早期））
日本配音員：日高範子
香港配音員：曾佩儀【安樂電影】／ 朱妙蘭【亞洲電視，前期】→譚淑嫻【亞洲電視，後期】
台灣配音員：呂佩玉【衛視中文】／陶敏嫻【緯來綜合】
本作品女主角，是天道家最小的女兒，16歲，風林館高校一年級學生。故事一開始被父親強迫訂下婚約成為亂馬的未婚妻，並且跟亂馬在學校同班。母親在她很小的時候已經亡故，目前是和父親、二個姊姊居住。家裡開道場，由父親一手經營，此外，茜的愛慕者也跟亂馬一樣眾多。
性格外剛內柔，經常與亂馬爭吵，初期對亂馬很不以為然，並且因為亂馬男變女的特質以及曾在浴室中玉帛相見而常常罵亂馬是個變態，但當亂馬與其他人決鬥中途變成女人的時候，還是會想辦法為亂馬找來熱水。後來在第三冊與白鳥、三千院帝的溜冰組合對決，亂馬為了阻止三千院帝性騷擾小茜而當眾公開小茜是其未婚妻的身份，加上比賽中亂馬為救小茜而受傷，讓小茜深受感動，渐渐地喜欢乱马，亦由此開始，一旦出现其他女性缠着乱马就会生氣，此外也很在意被說胸部太小或者是水桶腰這些小事。在作品中通常以「小茜（日语：あかね）」稱呼。一方面個性單純的緣故，有時也會不小心相信一些胡扯、迷信的事物。
在學校因為成績優良、運動萬能（但是不會游泳，即使用了游泳圈還是會溺水或新體操等需用道具的運動）所以有不少追隨者。不擅長做菜和做手工藝，甚至連幫亂馬編織辮子也編不好，因此在這方面的素養令人不敢恭維，所以全家基本上都不敢讓她下廚（但成功煮出泡泡麵用的熱開水、和「普通」程度的咖哩讓全家另眼相看）。除此之外，繪畫方面的造詣跟亂馬可說是半斤八兩。
漫畫一開始外表設定是留著一頭黑色的長髮（動畫版設定為藍黑色），這是因為她在初期暗戀著在天道家附近開接骨院的主治醫生東風大夫，不過東風大夫很喜歡大姊小霞，所以仿效大姊留長髮。後來長髮在亂馬與良牙對戰時誤被削斷，從此恢復小時候有點男孩子氣的短髮（也象徵她捨棄對東風大夫的單戀）。這段與東風醫生有關的故事更是吸引亂馬喜歡她的直接原因。
還有故事初期很討厭男生（當時包括亂馬，但除了東風大夫、父親天道早雲之外），原因是因為每次到學校後得打倒愛慕她的男生們（當時風林館高中的男生有設個不成文的規定“只要打敗小茜就可以跟她交往！”）讓她非常厭煩（包含跟二姊小靡同屆的劍道社主將九能帶刀在內），一直到被公開已經成為亂馬的未婚妻為止。一方面，與亂馬（女生時）第一次見面原本希望2人可以成為朋友，但是在父子寄居下來之後的當天晚上進去洗澡時，看見亂馬從浴缸出來，才得知他是男生，並把他當成變態看待。
個性和亂馬一樣不服輸、倔強，卻有比她的競爭者更溫柔且富有同情心的一面，尤其是對弱小的人，總是站在弱者的一方（例如五寸釘與良牙。而她的情敵喜歡亂馬的主因是亂馬很強，但小茜不是）。曾勸告沐絲別用無敵鏡取得不公平的勝利，此外，小茜對周遭任何人陷入困境時也會感同身受。如果亂馬或其他人陷入低潮時，會在第一時間幫他們打氣，亂馬受傷也是由她在包紮。
害怕的東西有幽靈、妖怪、恐怖片等，也不擅長超自然現象及神祕學，但是看恐怖片演到驚悚部分時會全神貫注。非常喜歡小動物，除了收養變成小黑豬的良牙外，當在電視中看到良牙家所養的狗「黑白」生了數隻小狗後（單行本第11冊）便道出很想抱抱；第33冊最後還抱著右京的宿敵——明神隼人的寵物「柏多拉斯」（一隻小章魚）。此外，小茜的籤運特別好，多次在街上抽到自己想要的禮物。
就格鬥能力而言，小茜略輸其他喜歡亂馬的女生，尤其以和女傑族村出身的珊璞和亂馬的童年玩伴右京的差距最為明顯。雖然是出身自武鬥家的家庭，但在漫畫中看到似乎以自修為主，並未出現受教於父親的畫面。格鬥能力不如其他主要角色，但相較於其他一般人已經相當厲害（如在睡夢中仍可以使出像睡拳的招式擊退想騷擾她的爺爺八寶齋）。小茜總是需要梯子才能爬上自家屋頂，似乎不會輕功（但動畫版中亦有出現過小茜輕鬆跳至圍牆，與及輕鬆跳到立於河上的木柱上的片段）。此外，多次場合裡都可以看到她對傳統武器如棍棒、竹刀、弓箭等等運用自如，顯示出她對武器格鬥也很熟練。
原作中，作者對亂馬和小茜的感情描寫較為隱諱，雖然對彼此兩情相悅，常常互相吃醋，但兩人從來不肯承認。亂馬的愛慕者眾多，作品前期常有眾多女生爭風吃醋的場面，然而從許多小細節可以看出亂馬最在意小茜。小茜也是亂馬唯一多次當眾承認的未婚妻。
兩人的關係在漫畫第26冊前往流幻澤解決乾旱危機時有明顯進展。亂馬誤會小茜愛上真之介，要求小茜交代「分手」的理由，顯示亂馬早已認定小茜是交往對象。經歷真之介危機後，作者第一次用明確的文字交代亂馬心中對小茜的想法『和妳在一起是我最幸福的時候』，雖然亂馬因為害羞終究沒能說出口，但兩人感情已經明朗化。後期依然鬥嘴不斷，但從兩人之間的小動作和互動（EX.很自然的牽手、為了解除微笑秘技，毫不猶豫直接對小茜襲臀當作點穴練習對象...）可以看出兩人關係緊密。
原作最後的咒泉鄉大決戰，亂馬以為沒能來得及救回小茜的性命，抱著沒有呼吸的小茜痛哭著說：「起來！我有話對妳說...（我喜歡妳！）」雖然最後的幾個字還是沒能說出口，但小茜心有靈犀的收到亂馬的心意了，所以回日本之後才會答應父親的條件嫁給亂馬。
當然依照作品的一貫搞笑風格，兩人的婚禮最後變成一齣鬧劇沒能成功，但彼此的心意已經很確定了。
天道早雲（台譯：錢天道（早期））
日本配音員：大林隆之介→大塚明夫
香港配音員：林保全【安樂電影】／ 黃子敬【亞洲電視，早期】→陳偉權【亞洲電視，後期】
台灣配音員：官志宏【衛視中文、緯來綜合】
天道道場的主人。天道三姊妹的父親，玄馬的老朋友。
年輕時接受八寶齋的嚴格特訓，後來逃出，劇中基本也沒有他戰鬥或使用武術的畫面。有點神經質，常常做出很情緒化的反應，如大哭、大怒。經常穿著盔甲扮成古代日本將軍模樣上街。為人懦弱，不但害怕師父(早期，特別是漫畫版第七至十三期，後來則經常欺負師父)，也害怕自己的女兒生氣。原作中相當保護小茜的戀情，只要懷疑亂馬變心就會化身妖怪轆轤首。
天道霞（台譯：錢小霞（早期））
日本配音員：井上喜久子
香港配音員：谭淑英 【亞洲電視】
台灣配音員：姜瑰瑾【衛視中文】／馮美麗【緯來綜合】
天道家的大女兒，19歲。非常賢慧，溫柔，臉上總是帶著笑容，個性帶點天然呆，似乎完全不被發生在她身邊的愚蠢行為影響。因為母親已經去世，高中畢業後天道家的一切家務都由她承擔，她也是小茜良好的諮詢者。雖然在漫畫中只是位配角，可是卻是受到眾人喜愛的人氣角色，在OVA版中明顯加重小霞的戲份。 小霞的配音員井上喜久子也因擔任這個角色深得人心，甚至被冠上了"大姊"的綽號（因為小霞是天道家長女的關係）。小霞雖然十分溫柔，但還是有脾氣，漫畫版中當亂馬父子道出身體會變身的原因後，小霞很嚴厲地質問玄馬為何要帶亂馬到這麼危險的地方修練（因為玄馬不懂中文，不知道咒泉鄉的秘密結果出事），漫畫第2卷小霞和小靡追著不穿衣服的女亂馬，嚴格要求穿好衣服；動畫TV版第五集"愛你入骨？小茜的愛的複雜性骨折"中要小茜答應不可以打男生時有出現嚴肅的表情，動畫版第74集"玄馬離家出走"九能帶刀做出失禮的發言時難得一見地出現了小霞拿著菜刀不悅的場面。可是當她憤怒到極點時，瞬間就結束了，所以早乙女玄馬說她「可以媲美菩薩」。常和東風醫生借書來看，偶爾會和朋友出遠門。在小茜的回想（及動畫版回憶的照片）裡曾出現小學的小茜和中學時小霞的合影，其制服和風林館高中非常酷似（包含與小茜、小靡2個妹妹的年齡接近），一般被粉絲認為是有附設國中部的完全中學。另外，天道在封印搗蛋小惡鬼的劇情曾說過絕不放過對小霞動粗的人。
天道靡（台譯：錢小靡（早期））
日本配音員：高山南
香港配音員：曾秀清【亞洲電視】
台灣配音員：李宛鳳【衛視中文】／陶敏嫻【緯來綜合】
天道家的二女兒，17歲。風林館高校二年級學生，與九能帶刀是同班同學。小靡是一個拜金主義者，會以各種方式來賺錢，腦筋動得很快，賺自家人的錢也不手軟，夢想是賣掉天道道場後到處遊玩。行事風格聰明冷靜，對賭博、賺錢技術非常高超，與賭王K對賭下，如果在公平的環境就百戰百勝（可惜賭王K出千，而使天道靡失敗）連以著名敲詐的高手火車王真之介也敗在天道靡手上。糟糕的是，她經常出售小茜以及亂馬女兒身狀態時的照片，甚至不乏女亂馬上半身全裸的照片。曾經因亂馬的事，與小茜吵架，故此曾有一段短時間成為亂馬的未婚妻，直到亂馬與小茜和好為止。很少流露出情感一面的小靡，意外地對過世的母親很想念。

### 九能家
九能帶刀（台譯：游帶刀（早期））
日本配音員：鈴置洋孝、辻谷耕史（熱鬥篇第65至68話代替、『高橋留美子展』上映OVA）→杉田智和(2024版本）
香港配音員：黃志成／林保全【劇場版】
台灣配音員：官志宏【衛視中文】／陳幼文【緯來綜合】
風林館高校劍道部的主將，自稱「風林館高校的蒼雷」，與天道靡是同班同學。他同時愛上「辮子姑娘」（變成女孩的亂馬）和小茜，似乎很討厭小靡。
一開始單戀小茜，並於校內規定只有打敗小茜的人才可跟她交往，這造成小茜非常大的困擾，可是九能本人也未能打敗小茜。後來變成女孩的亂馬出現後對女亂馬一見鍾情，不過卻一直沒有放棄小茜。但其個性實際上非常隨便，只要是美麗一點的女性他就喜歡，後來甚至三番四次對成年的初子老師表達愛意；動畫版也曾愛上右京與小靡。
不但自戀，還是個反應遲鈍到無藥可救的大笨蛋，當全校所有人都知道亂馬會變女孩的特質後，他卻以為是亂馬的把戲而一直將辮子姑娘視為另一個人。（由於翻譯問題，部份海外版中曾有數次對亂馬說辮子姑娘的照片為「你的照片」，恐使人誤以為他已經得知亂馬的變身體質，但實際上並沒有）
最討厭吃大蒜，基本都是作為家臣的佐助幫他處理，甚至沒有佐助幫忙打理日常的話就會變成生活白癡。
劍術了得，可輕易打敗一般人，但和亂馬、良牙、沐斯等人甚至小茜還有一段差距。
家境富裕且運氣相當的好，很多人一生中夢寐以求的傳說珍寶經常會莫名其妙的流轉到他手上，導致有時會得到超乎常人的力量。
因為小時候受了父親大量的可怕教育，所以對父親非常不滿。
九能小太刀（台譯：游小刀（早期；1992年最開始的翻譯為"游小芸"））
日本配音員：島津冴子→佐仓绫音
香港配音員：沈小蘭【前5集】、姜麗儀
台灣配音員：許淑嬪(初期)、姜瑰瑾【衛視中文】／馬君珮【緯來綜合】
九能帶刀的妹妹。女子學院新体操冠軍，人稱「黑玫瑰小太刀」。衣着一般比較其他女性角色高貴，但最常見的衣着是體操比賽用的高衩連身體操服。因為曾被亂馬救過，因此迷戀亂馬，經常對亂馬死纏爛打。性格卑鄙，常使用麻藥。得意技為「黑玫瑰吹雪」。與哥哥一樣，根本不知道亂馬有由男變女的特質。稱呼亂馬為「亂馬大人」。和爸爸的關係良好，比起討厭父親的哥哥差很多。而在追求亂馬的主要競爭者之中，小太刀與小茜的關係是所有人裡面最為惡劣的，可是除了體操技術外，似乎不是小茜的對手。除了小茜，她也極討厭變成女孩的亂馬，甚至曾經跟亂馬在擂台上格鬥。
九能校長
日本配音員：仁內建之→大塚芳忠（『高橋留美子展』上映OVA）
香港配音員：曾秉輝
台灣配音員：孫中台【衛視中文】／官志宏【緯來綜合】
本名不明。風林館高中的校長，九能兄妹的父親，三年前離家出走到夏威夷生活，因此經常以夏威夷式衣著示人。因為亂馬不受控的性格而視亂馬為不良學生，並且定立很多無聊校規對付亂馬。
偶爾也會心血來潮關懷學生，比如幫助小茜學游泳，最後仍因小茜悟性太差作罷。

### 風林館高校
久遠寺右京（台譯：燕右京（早期））
日本配音員：鶴弘美→名塚佳織
香港配音員：龍德瓊
台灣配音員：李宛鳳【衛視中文】／马君珮【緯來綜合】
操一口關西腔的少女，經營御好燒烙餅店。與亂馬從小就是青梅竹馬，所以到現在還暱稱亂馬「小亂」，亂馬則暱稱右京為「小右」（但中文版不是每次都忠實翻譯這樣的稱謂，例如亞視版譯作「右京仔」)。
玄馬以讓亂馬和右京結為夫婦的謊言騙去右京父親的烙餅車，卻帶著亂馬和烙餅車逃跑，從此下落不明。由於被玄馬與亂馬父子拋棄，右京很仇視玄馬與亂馬，因此決定不再愛男生。右京初登場轉校至風林館高中時穿著男性裝扮，因此連亂馬都不知道她是女的，直到追殺亂馬被亂馬無意間發現；但後來亂馬跟右京說「妳本來就可愛，但改變一下裝扮會更可愛」，後右京化解仇恨並愛上亂馬。可是除了上體育課外，在學校的裝扮仍是一直以男性打扮為主。
原作的右京是個性設定比較像男生，上學都是穿男生制服、長髮束成馬尾，在烙餅店上班時才穿女性裝扮、長髮放下。動畫版的右京，個性設定比原作更增添女人味：在熱鬥篇〈右京的裙子大作戰〉，右京想讓亂馬有好感而穿女裝上學，不但沒吸引亂馬，反而吸引全校其他男學生，差點造成騷亂；但亂馬說，還是習慣右京原來的裝扮。
右京的武器是經改造後的烙餅用具和材料，主要使用比自己身高還高的巨大煎餅鏟作近身戰，並輔以小型鏟和烙餅（填裝有嗆粉或炸藥）作拋擲性武器，很少空手戰鬥。身手了得，右京和珊璞不相上下；但論空手格鬥，珊璞還是略勝一籌。除了烙餅，右京亦擅長其他烹飪，在天道家曾親自做出一頓飯；另外，右京的繪畫造詣比亂馬及小茜好得多。
右京雖是追求亂馬的主要競爭者之一，但其個性較為正向，傾向公平競爭，很少使用陰謀詭計達到目的，因此和小茜的關係基本上良好。小茜也對右京懷有同情（因她獨自謀生的背景）和友情，只有在比賽時才會有敵意，但跟小茜從來沒有作正面決鬥，一般比拼的都是烹飪、當妻子的項目。在亂馬的未婚妻曾經由小茜轉為小靡的時候，右京認為小靡不像小茜會武功，只要嚇一嚇她就會讓出未婚妻寶座，由此看出右京不像珊璞，珊璞對小茜比較有敵意，右京則不會主動與小茜發生衝突。
二之宮雛子（台譯：宮娃娃（早期））
聲：冬馬由美
亂馬班上的第二任導師，從小體弱多病。八寶齋到醫院偷內衣時認識了雛子，並教導雛子無差別格鬥派體操「八寶五圓殺」。用日圓五元硬幣的圓孔使出八寶五圓殺，可以吸敵方的殺氣；利用吸收後的殺氣發射出去攻擊，稱為「八寶零錢奉還」；另有「八寶五十元殺」，可強制吸取敵方鬥氣。若無有孔硬幣時，也可用任何有圓形孔洞的物體代替，例如利用籃球框的「八寶籃框殺」。吸對方的殺氣時，她會從小孩的外貌變成大人的外貌。她是風林館高中九能校長聘請回來對付亂馬的教師，可惜她到來後亂馬依然故我，她還經常被亂馬戲弄。喜歡天道早雲，並曾想盡辦法向他求婚。小孩狀態時，不但外表像小孩，個性也像小孩，受到一些驚嚇就會放聲大哭，也喜愛玩具和卡通。
五寸釘光（台譯：五寸釘（早期））
日本配音員：二又一成→石田彰
香港配音員：呂永林
台灣配音員：姜瑰瑾【衛視中文】／何志威【緯來綜合】
風林館高校1年F組的男學生。性格陰險歹毒，長相瘦弱。眼底總有眼袋，是個典型被欺負的孩子的樣子。對小茜有意思，但不被小茜注視，和小茜對話則會印象深刻。單方面視亂馬為情敵，多次陷害亂馬，然而其與九能帶力不同的是他從來不會明刀明槍向亂馬示敵，反而經常在眾人面前裝成與亂馬很友好的樣子，但其對亂馬的憎恨程度是亂馬眾多情敵當中最強烈的，經常在暗中詛咒亂馬至非死不可的境地。興趣是秘密攝影和用稻草人娃娃下咒語。
漫畫版連載一開始就是風林館高中的學生，動畫版設定為轉學生。他的戲份在動畫初期到中期多由源隱佐助（下述）頂替。
浩&大介
聲：辻谷耕史（浩）；子安武人（大介）
亂馬與小茜班上的同學，亂馬的朋友，對死要面子的亂馬有時候會進行吐槽。在漫畫或動畫版同樣都從中期開始有戲份成為角色班底。
2人的特徵中，浩留著茶色的頭髮，大介則是留著黑髮（動畫版設定褐色）、有一雙細長的眼睛。
小百合&由香
聲：龜井芳子（小百合）；羽田小百合、豐島正美（由香）
亂馬與小茜班上的同學，小茜的朋友，有時候會從旁協助小茜（不過以讓小茜陷入負面情緒的較多）。在漫畫或動畫版同樣都從中期開始有戲份成為角色班底。
2人的特徵中，小百合綁著一條馬尾，由香留著茶色的長頭髮（動畫設定）。
運動社團的社員
從故事一開始為了搶著跟小茜交往，每天早上會在校門口跟她進行決鬥，直到九能帶刀被未婚夫亂馬打敗才全體一致認同（不過除了九能帶刀之外）。故事中期未婚妻換成小靡時，一度又跟小茜進行決鬥。

### 中國出身者
珊璞
日本配音員：佐久間玲
香港配音員：周文瑛
台灣配音員：李宛鳳【衛視中文】／馬君珮【緯來綜合】
來自中國「女傑族村」（虛構的地名）的少女，女傑族（虛構的民族）人，是原著中戲份最重的女性配角。咒泉鄉導遊帶女亂馬與玄馬經過女傑族的村落時，看到珊璞正在打擂台賽且獲勝；但亂馬與玄馬在觀看時誤食優勝者的食物，惹來珊璞與亂馬爭執，珊璞要求與亂馬決鬥。後來珊璞被女亂馬打敗，給予女亂馬「死亡之吻」（女傑族人只要親吻對方，則有生之年之內一定要殺死對方，但只限女性對手），一直追殺女亂馬到日本，但女傑族規定「如果被女的打敗，就殺死那個女人；如果被男的打敗，就嫁給那個男人」，亂馬不小心再次打敗她後，她得知亂馬是男兒身就愛上了男亂馬，一心要嫁給亂馬而從此糾纏不休。後來掉入咒泉鄉的「貓溺泉」，遇冷水變貓，遇熱水變回來，也是整部作品中少數會變身的女性角色。珊璞到日本後，和曾祖母可崘一起經營中華料理餐廳「貓飯店」。名字的原意為「洗髮精（shampoo）」。動畫版每次出場的招呼語是中文的「你好」（動畫中文版容易忽略，但日文版很明顯）。
珊璞是亂馬的女性愛慕者中登場次數最多的，且個性為了勝利不擇手段，情況需要時甚至想殺了小茜（在動畫版中，為了顧及全年齡觀賞適宜性，拿掉了殺意的部分），也常使用詭詐的方式來追求亂馬。曾以「攏絡次要敵人，攻擊主要敵人」為想法，多次聯合其他女性角色對付小茜。原作中很多紛爭都是從珊璞挑釁小茜開始的，小茜對珊璞也是敵意和戒心多於友情。珊璞戰鬥力遠在小茜之上，甚至高於沐絲等男性角色，只略低於亂馬與良牙，也低於女亂馬。但由於會變貓的特質，小茜經常將她變成貓，這樣她便不是小茜的對手了。雖然珊璞常使用一對錘做為武器，但空手戰鬥更具有極高水準。常打破水泥牆壁或騎腳踏車輾過他人登場。
沐絲（台譯：賀沐志（早期））
日本配音員：關俊彥
香港配音員：梁志達
台灣配音員：待查(初期)、官志宏【衛視中文】／陳幼文【緯來綜合】
來自中國，女傑族的男性。擅長使用暗器，自稱為「黑魔法」（其實只是把暗器藏在衣服下黑暗的地方）。掉入咒泉鄉的「鴨子溺泉」，遇冷水變鴨子。是一個超級近視眼，若不戴近視眼鏡就會經常認錯人，掉入鴨子溺泉也是因為近視。沐絲喜歡珊璞，珊璞卻喜歡亂馬，因此沐絲很討厭亂馬，經常與亂馬決鬥；總認為只要打敗亂馬，珊璞就會和他交往（雖然珊璞曾說，即使這樣她還是不會喜歡沐絲）。對珊璞非常癡情，是本作登場角色中少數沒有喜歡小茜的男性。登場不久即住進貓飯店幫忙。意志力很強，即使實力比不上亂馬，卻從不認輸；但個性也比較偏向為求勝而不擇手段，常使用鑽漏洞的方法。名字的原意為「頭髮定型劑（mousse）」。戰鬥能力低於亂馬和良牙，甚至低於珊璞，但高於小茜等女性角色。其拋擲性的武器在作為夥伴行動時非常有用。變身成鴨子的狀態可以短距飛行，且還是可藏暗器在羽毛下。
雖然珊璞總是對沐絲的糾纏很反感，但原作中也曾有一次被沐絲的恆心打動而答應和他出去約會。可惜沐絲品味怪異，選擇了恐怖蠟像館這種毫無情趣的地方，沒能讓珊璞留下好印象。
可崘
日本配音員：麻生美代子→真山亞子（老年）、小林優子（年輕）
香港配音員：徐愛貞
台灣配音員：姜瑰瑾（老年）、李宛鳳（年輕）【衛視中文】／陶敏嫻（老年）、馮美麗（年輕）【緯來綜合】
女傑族的姥姥，珊璞的曾祖母。相當欣賞亂馬，把亂馬視為珊璞的未婚夫，故以「曾孫女婿」稱呼亂馬，並傳授「火中天津甘栗拳」及「飛龍昇天破」等武技給亂馬。武功極深，年輕時期就能使用飛龍昇天破將八寶齋打到天邊去。
見識廣泛，知道不少格鬥招式或江湖傳說，亂馬漢良牙等人遇到格鬥相關問題常常前往貓飯店請教她。另外亦擁有很多秘寶，可用於提升戰鬥或日常社交（如反轉襟章及無敵眼鏡）用途。
年輕時相貌與珊璞相似，年老後與八寶齋比較相似；生氣的時候頭髮會豎起也是她的特徵。和八寶齋是舊識，漫畫第10卷第一次出現可崘婆婆的名字和八寶齋年輕時期的綽號，亂馬和小茜聽到之後非常驚訝。
名字的原意為「香水（cologne）」
襪褲太郎／褲襪太郎
日本配音員：古本新之輔
香港配音員：羅偉傑
台灣配音員：官志宏【衛視中文】／何志威【緯來綜合】
出生時因為被八寶齋用咒泉鄉的泉水洗澡，從此遇冷水變成牛頭、猿身、鶴翅、泥鰍尾的惡魔，後來加了章魚的觸鬚。但最悲慘的要算是被八寶齋命名叫「褲襪太郎」，而他的鄉規明文規定只有出生後第一名替他洗澡的人（即八寶齋）才可以為他改名，使其性格變得極其極端和暴戾；因此他經常死心不息從中國來找八寶齋，強迫他為自己改名字。曾為改名一事讓亂馬等人傷透腦筋。
咒泉鄉導遊
日本配音員：山寺宏一
香港配音員：盧傑
台灣配音員：官志宏【衛視中文、緯來綜合】
亂馬與玄馬在咒泉鄉修行時的導遊。已婚，有一個名為蒲蘭慕的女兒（女兒在原作完結篇的咒泉鄉大決戰中登場，亂馬等人吐槽導遊和女兒長得一點都不像。）。曾被褲襪太郎、鳳凰山的柯爾瑪和馬颯拉等人襲擊。

### 其他
響良牙（台譯：向良牙（早期））
日本配音員：山寺宏一
香港配音員：李志良【安樂電影】／ 雷霆【亞洲電視】
台灣配音員：孫中台【衛視中文】／官志宏【緯來綜合】
亂馬的主要競爭對手，是個格鬥專家，中學時代因經常與亂馬搶麵包失敗而與亂馬結怨。
為了與亂馬決鬥去中國尋找亂馬，卻不慎掉入咒泉鄉的「黑豬溺泉」，遇冷水變成小黑豬，遇熱水變回來。變身後的他陰錯陽差被小茜納為寵物，還被小茜取名為「小P」；他也因此喜歡上小茜。他雖然一直暗戀著小茜，卻不敢對小茜說。
雖然很想擺脫會變成小黑豬的體質，但因為發現這個樣子待在小茜身邊會享有很多福利（例如被小茜抱著一起睡覺），所以有時候會故意變成小黑豬，良牙大約是一半的時間旅行一半的時間當小茜的寵物。
此外，雖然表面上一直說只愛茜一個，但故事裡曾被扮裝後的女亂馬所騙，產生情感上的動搖，後期出現的角色雲龍明感情態度主動，也讓良牙受不了攻勢，所以實際上良牙對茜的感情並沒有他自己想像中來得深。
是個路癡，極度缺乏方向感，不管在何處都會迷路，甚至曾在貓飯店裏迷路，連回家也必須請求亂馬幫忙。昔日他第一次約亂馬於自家後方的空地決鬥就是因為弄錯方向，結果遲到了一星期才到達目的地，但亂馬早已不在了，他以為亂馬爽約，前往中國尋找亂馬，並在咒泉鄉出事。
得意技是「爆破點穴」和「獅子咆哮彈」。戰鬥能力和亂馬相當接近，不過經過了「爆破點穴」的特訓後，徒手力量和耐打性超越了亂馬，但速度反應和技巧變化不及亂馬，所以綜合實力上仍輸給亂馬。
作品初期，良牙喜欢小茜，小茜卻只把他看成是「好朋友」。良牙喜歡小茜，右京喜歡亂馬，兩人戀情方向一致，所以兩人在故事中多次合作，也讓亂馬和小茜誤以為兩人在交往（破戀洞篇）。後期和雲龍明交往，但依舊不肯對小茜死心，造成心理上腳踏兩條船的狀態，漫畫第37卷中良牙將小茜和雲龍明的相片同時放在皮夾裡。
八寶齋（台譯：齊八寶（早期））
日本配音員：永井一郎→井上和彥（老年）·子安武人（年輕）
香港配音員：黃志明（老年）·羅偉傑（年輕）
台灣配音員：孫中台（老年）·呂佩玉（年輕）【衛視中文】／陳幼文（老年）·劉傑（年輕）【緯來綜合】
早乙女玄馬與天道早雲的師傅，功夫極深，甚至強過可崘，可以說是整部作品中的最強人物，但是個不折不扣的色鬼，經常偷盜女性的胸罩和内褲，個性奸詐狡猾、毫無善良之心，因此給亂馬帶來了不少麻煩。
對照顧小孩很有一套，但基本上都是訓練之後用來幫忙自己偷盜內衣褲。
自年輕時開始一直到老年，不論身形、性格和習慣都幾乎沒有改變。
得意技是「八寶大華輪」，幾乎每次發怒都只會使出此招，號稱能讓「揚子江的水逆流」、「一擊破壞萬里長城」。其實就是一般的球形炸彈，只要在下雨環境出招就會完全失去攻擊作用。年輕時被可崘暱稱「幸福」的他經常偷竊人家的貴重物品如金器、家傳之寶、醫學用人體圖等，偷竊女性內衣是年老時才養成的嗜好。年輕時偷來的東西中有些具有奇怪的作用。
小乃東风（台譯：許醫師（早期））
日本配音員：三矢雄二→森川智之
香港配音員：曾秉輝
台灣配音員：官志宏【衛視中文、緯來綜合】
醫術高超的中醫師，在鎮上開設「小乃接骨所」看診。除了醫術以外，也懂得不少功夫，動畫版本裡平日早起看診前都有做大量重量訓練；但在故事中沒有讓他戰鬥的機會。個性成熟穩重、懂事，也很關心亂馬和小茜的感情，並是小茜良好的諮詢者。平時為人和藹可親，因此小茜自小便很仰慕他。喜歡小霞，但在小霞面前會失態、做出古怪行為，在電視動畫中更是將他的脫線性格表現得淋漓盡致；所以小霞根本沒看過他正常的樣子，似乎也沒察覺他對她的感情，只覺得他是個蠻有趣的人。
小夏
被稱為百年難得一見的天才女忍者，實際上卻是男兒身。小時候受到繼母及姐姐們的壓搾，導致沒什麼正常的金錢觀念。
在打倒繼母和姐姐們後，寄居在右京的店裡，成了店裡的員工，單戀右京。(細見"小鐵、小梅、小枝"條)
亂子
亂馬和母親相認以前，以女性狀態出現於佳香面前用的假名，雖然亂馬依情況需求多次變身為女性假扮他人，但「亂子」這個名字只在這個場合使用。
雲龍明（大然）／雲龍明麗（尖端）
於原作中後期登場的角色，家裡經營豬相撲的生意，寵物是第十四代的橫綱錦豬勝錦，遵從家訓，打贏錦豬的人才能和她交往。
後來良牙打贏了錦豬，就此對良牙一見鍾情，完全不介意良牙的變豬體質。之後兩人正式交往，良牙也認定明是他女友。
在網路及手機不發達的年代，兩人是以書信往返的形式交往。對良牙還在單戀茜一事一無所知。
在TV及OVA皆無登場。

## 其他角色

### 原作、動畫登場
三千院帝（台譯：余明）
日本配音員：井上和彥→宫野真守
台灣配音員：官志宏【衛視中文】／劉傑【緯來綜合】
格鬥花样滑冰的高手，與白鳥梓並稱「金童玉女」；但實際上與白鳥關係並不和睦，經常吵架甚至打架，而且互相不在乎對方。他本人是一名美男，卻是接吻魔，專強吻年輕女子；在台版漫畫中，亂馬稱他「慢性發情男」。與亂馬比賽時，多次企圖強吻小茜，並在小茜面前奪走亂馬的初吻，亂馬為此大受打擊。
白鳥梓（台譯：白雪（早期））
日本配音員：松井菜櫻子→悠木碧
台灣配音員：呂佩玉【衛視中文】／陶敏嫻【緯來綜合】
格鬥花样滑冰的高手。看到任何可愛東西，就想要取名（例如把變成小豬的良牙給取名為「夏洛特（早期中配為「夏綠蒂」，緯來中配為「夏洛德」）」）、收藏，收藏品涵蓋動物（例如變成熊貓的玄馬）、植物、非生物（例如交通標誌）。
大文字煎太郎（台譯：文瑋明（早期））
日本配音員：島田敏
台灣配音員：何志威【緯來綜合】
格鬥茶道傳人的獨子。曾經喜歡小茜，為亂馬的情敵之一，後來戀上都大路茶月。
都大路茶月（台譯：都仙仙（早期））
聲：石桃子
裏格鬥茶道都大路流家元的女兒。
瞄準龍之鬚的四人（台譯：瑜明）
聲：田之中勇、島田敏、千葉繁、長谷有洋
真實姓名不詳。通稱肉包・豆沙包・咖哩包・披薩包
畢考克
聲：難波圭一
法國格鬥飲食的高手，是個五官端正的美男子，但當享用食物時會變成怪物，嘴巴大到可以裝下半個人，舌頭可以伸長至頭頂。這是為了可以快速且讓人神不知鬼不覺的情況下吃掉食物，在家族中規定若被人看見吃東西的模樣，會是一種下流的行為。
瑪丹蒙珊普兒
聲：三田友子

今條真理子（台譯：林怡婷（早期））
日本配音員：小林優子
台灣配音員：馮友薇【衛視中文】／馬君珮【緯來綜合】
青春學園的學生。是格鬥啦啦隊隊長，喜歡九能帶刀，向女亂馬挑戰啦啦隊應援競賽，輸掉比賽後甩了帶刀。
與太郎（台譯：小雨（早期））
日本配音員：松井菜櫻子
台灣配音員：呂佩玉【衛視中文】／馬君珮【緯來綜合】
一生下來體弱多病，討厭出門。非常喜歡熊貓。在乱马與玄马的帮助下逐渐健康，是玄马為數不多的几件善事。
真之介
聲：草尾毅、高山南（少年）
17歲，住在流幻澤的健忘少年。幼時曾經為了救小茜身受重傷留下後患，從此必須依靠流幻澤的生命泉水維繫健康。
對小茜有好感，向小茜告白並希望小茜留下。（因為健忘的個性，實際上告白了兩次）小茜因真之介身體因素不忍拒絕，卻造成亂馬的誤會，與真之介爆發衝突。亂馬與真之介決鬥時，真之介舊疾復發，小茜為了阻止亂馬的攻擊，情急之下打了亂馬一個耳光（OVA改編成：小茜奮不顧身擋在真之介身前，哭著對亂馬說「請你諒解」）；亂馬大受打擊，認定小茜移情別戀，黯然離去。
聯手打倒八歧大蛇後，小茜與亂馬解開誤會回家，真之介卻忘了曾經向小茜告白一事，遺憾著自己的初戀未能告白。
真之介的祖父
聲：青野武
是一位年邁的老爺爺，初登場時一直臥在床上，並且常常說自己時日無多，但卻是個活力無限的老人，而且對棲身於流幻鄉的八頭大鮫龍非常了解。為了救活真之介，拼命地去挑釁大鮫龍並企圖奪得付在大鮫龍身上的生命青苔。
貓魔鈴
聲：吉村傭→安西正弘
貓妖怪，平時隱藏在大鈴鐺內，喜歡珊璞，嚇人時姿態張牙舞爪，但其實他本性很膽小。
紅翼
日本配音員：山田榮子
香港配音員：曾秀清
台灣配音員：呂佩玉→馮友薇【衛視中文】／陶敏嫻【緯來綜合】
愛穿女装的男孩子，喜歡右京。當時右京女扮男裝，而紅翼早已知道此事，因此紅翼曾被亂馬和小茜誤認為女同性戀者。
牌王
日本配音員：青野武
台灣配音員：陳幼文【緯來綜合】
被人稱為賭王K，實際上是一位老千，而且賭術不怎麼樣，除了只會玩抽鬼牌外很少進行其他撲克遊戲。樣子長得很像樸克牌中的黑桃K，而且進行賭局的時候會喜怒形於色，所以面對小學生以上的對手都會陷於苦戰，除了亂馬與天道早雲，所有人都可以戰勝他。
灑水婆婆
聲：鈴木玲子
每天早上會在自家門前灑水，常常會不慎灑到有變異體質的主角們。本名不明。

### 原作登場
哈浦
聲：有馬克明（游戏版）
原作24、25集登場人物。
已经有1400年历史的中国男子武道集团“麝香王朝”的末裔，同时是麝香王朝的王位继承者。继承了龙的血液。擅长使用“气”攻击。原来是男孩子，但是和乱马一样掉进了娘溺泉，被泼冷水就变成女孩子。掉入娘溺泉时意外被“止水桶”固定成了女孩子的身体，为了寻找让止水桶的效果消失的“開水壺”而来到日本。得意技为“龙精飞翔”和“飞刀龙斩破”。名字的原意为“藥草（Herb）”。
來睦
哈浦的部下，跟随哈浦来到日本寻找“热水锅”。继承了虎的血液，因此力大无穷。格斗时都是采用刚猛的近战招术。由于从小生活在男性集团中，因此来日本之前从未见过女人，对女性的身体抱有极大的好奇心。力量之大可以一擊打敗良牙，但被良牙發現速度不怎麼樣而無法威脅良牙。後來被良牙的獅子咆哮彈擊敗。
敏杜
哈浦的部下，跟随其来到日本寻找“热水锅”，继承了狐的血液，动作敏捷迅速，武器为一把刀，格斗时依仗高速取胜。和來睦一样从未见过女人，所以对女性的身体抱有极大的好奇心。沐絲與他對戰時吃盡苦頭，後來被沐絲看穿了致命弱點而被打敗。
小鐵、小梅、小枝
男性修鍊場色情喫茶店成員，雖說是經營色情事業，但其成員都是其醜無比的怪物。小鐵、小梅、小枝好吃懶做，和女忍者奇才小夏是施虐繼母女關係，不惜綁架右京威脅小夏不准脫離關係；小鐵給予小夏的餞別炸彈爆炸，才知道小夏是男扮女裝。
樂京齋
和八寶齋是舊識，因咒泉力得到冷水童身，秘技「錦乃蝶」創始者。
明神隼人
小時候在大阪跟年幼的右京在街上因為爭論章魚燒與大阪燒哪個較好吃而大打出手，比武前跟右京訂下賭約，若輸了便一輩子戴著章魚面具做人，結果輸給右京後遵守承諾，但因為被人歧視、無法結交女孩與及當有蚊子飛入面具而無法抓癢的痛苦，下定決心於6年後找右京復仇以求脫下面具。飼養了一隻可以離開水源生活的章魚「柏多拉斯」，而且會為主人工作。
火車王金之介
完全靠花别人的钱生活的流派「火車王流」第七代繼承人。與小靡競爭誰最先花自己的錢誰就是輸家，期間曾使天道道场几乎面临倒闭，最後被小靡擊敗。
公紋龍
聲：宮本充（游戏版）
原作28集登場人物，「公紋道場」繼承人。
公紋龍年幼時，玄馬曾經將自創的「山千拳」秘笈交給其父。公紋龍奉父親臨終前遺命，誓言要找到與山千拳成對的「海千拳」以重振公紋流。佳香撿到公紋龍隨身攜帶的山千拳秘笈，因此將公紋龍誤認為「亂馬」，公紋龍將錯就錯假冒亂馬住在早乙女家以便尋找海千拳秘笈。自幼失去母親，對於把自己當親生兒子照顧的佳香有著柔軟的感情。最後以山千拳與亂馬的海千拳決鬥，敗給亂馬，離去前勸亂馬珍惜與母親的緣分、早日與母親相認。
砒珂、琳珂
雙胞胎姐妹，分別是「毒草使者」和「藥草使者」，口頭禪是「請多指教」，據說是以動畫版原創角色鈴鈴、蘭蘭為藍本設計。自幼時就種植有毒的植物，曾差點奪取珊璞的生命，使珊璞懷恨在心；珊璞自述，她來日本之前每次見到砒珂或琳珂必定痛打她們一百拳以解怨氣。後來砒珂、琳珂從女傑族的報紙《女傑族月報》看到有關珊璞與亂馬的報導，便前來日本奪取兩人的性命，交戰過程中反被自己培育的有毒植物瘴氣毒昏而失敗，被亂馬從瘴氣森林救出後離開日本。
蕗珠
聲：西原久美子（游戏版）
咒泉鄉居民，自稱「世界上最美的美人」，常用斯文的語氣說出惡毒的話。在咒泉鄉掉進「阿修羅溺泉」。變成阿修羅時武技威力強大，能使出火焰和雷電攻擊，她的招式可以直接讓冷水升溫變成熱水。因力量之源（針灸絆）被褲襪太郎拿走，而追到日本來。有六隻手臂所以很容易腰酸背痛。曾被褲襪太郎偷窺，十分討厭褲襪太郎。
鏡亂馬
鏡屋魔鏡投影出對冷熱水無變身反應的女相亂馬，實為鏡屋寄宿在魔鏡的寂寞大小姐芳魂。對年青男子極度著迷，對男亂馬極度喜愛。最後離開前與男生版本的鏡亂馬互相相愛。
鷺之宮飛鳥
九能小太刀在幼稚園時期的競爭對手。以白色百合為主要風格。
蒲蘭慕
咒泉鄉導遊的女兒，會講日語。為了告知亂馬「咒泉鄉有危險」，而前往日本。雖然沒有參加戰鬥，但其實擁有怪力，可以拿起良牙的雨傘。
薩夫郎
原作37、38集登場人物。鳳凰山一族的王室繼承人。在最終決戰被亂馬擊敗。戰敗後因為將熱力用盡又變回小嬰兒。
紀瑪
薩夫郎的手下，對於任務盡心盡力。薩夫郎拾獲從亂馬身上掉落的小茜照片（照片原本是良牙向小靡買的，亂馬意外撿到後便偷偷放入自己衣袋），推斷出小茜是亂馬的弱點，命紀瑪將留在日本的小茜擄到咒泉鄉。紀瑪利用小茜製造「小茜溺泉」，以變身假扮成小茜，混入亂馬一行人中，奪回金蛇環。
柯爾瑪、馬颯拉
紀瑪的手下。
小介
生病但是討厭吃藥，醫生說如果不吃藥會死。所以為了讓小介吃藥而跟女亂馬約會，但是不管約會有沒有結束亂馬都企圖想讓他吃到藥，到了最後病情惡化在這一瞬間亂馬趁這個空檔讓他把藥給吃了（給醜醫生嘴對嘴吃藥），病情才得到控制。

### 動畫登場
猿隱佐助
日本配音員：千葉繁
台灣配音員：孫中台【衛視中文】／官志宏【緯來綜合】
侍奉九能家的忍者，常被九能兄妹欺壓。五寸釘到動畫後期初登場以前，其戲份大多由他頂替。
楊貴妃
動畫（熱鬥篇028）市內會長古董店收藏神秘的詛咒胸罩寄宿芳魂，喜歡甚至會惑魅美少年，非常厭惡老頭子，卻因為早乙女玄馬長得很像唐玄宗而對其情有獨鍾。最後芳魂及胸罩都在八寶齋手中化成烏有。
玲玲、蘭蘭
日本配音員：三田友子（玲玲）、小林優子（蘭蘭）
台灣配音員：馮友薇→許淑嬪（玲玲） 、呂佩玉（蘭蘭）【衛視中文】／陶敏嫻（玲玲）、馬君珮（蘭蘭）【緯來綜合】
珊璞的師妹。因為珊璞被女亂馬打敗，而前來日本幫珊璞討回公道，知道亂馬是男生之後，開始幫助珊璞跟亂馬在一起。
武藏小金
聲：兵藤真子
前風林館高中學生。是個幽靈。但個性不太陰森，反而有些搞笑。
雷門手鞠／雷門小皮球（台譯：雷小莉（早期））
日本配音員：松島實
台灣配音員：李宛鳳【衛視中文】／馮美麗【緯來綜合】
是雷門家的人，有一次到天道場踢館跟小茜對打時贏小茜，贏了之後而拿下天道道館的招牌，小茜不甘心打輸日夜修練再次向他宣戰，第二次才終於打敗手鞠。